# 新潟市立南浜小学校
新潟市立南浜小学校（にいがたしりつ みなみはましょうがっこう）は、新潟県新潟市北区島見町に所在する市立小学校。

## 沿革
- 1873年（明治6年）4月 - 第8中学区第11小学区島見浜校と称し開校（民家）[1]。
- 1880年（明治13年）4月 - 第2中学区第17小学区島見浜校と改称（民家）[1]。
- 1885年（明治18年）1月 - 島見浜村字居裏に校舎新築（旧松田医院地内）[1]。
- 1885年（明治18年）5月 - 第23小学区島見浜校と改称[2]。
- 1887年（明治20年）4月 - 北蒲原郡第39学区簡易科島見浜小学校に改称、終業年限3か年、太郎代浜・太夫浜に分場を設置[1]。
- 1889年（明治22年）5月 - 第51小学校区南浜小学校に改称し、島見浜村・太郎代浜村・太夫浜村・神谷内村が合併し南浜村と改称[1]。
- 1890年（明治23年）?月 - 小学校令改訂、村立南浜尋常小学校に改称、太夫浜・太郎代浜を第1・第2分教場と称す[1]。
- 1907年（明治40年）9月 - 現位置に校舎を移転、新築[1]。
- 1921年（大正10年）4月 - 南浜農業・水産補習学校併置される[1]。
- 1924年（大正13年）4月 - 高等科併設[1]。
- 1926年（大正15年）10月 - 校旗樹立、校旗樹立式を挙行[1]。
- 1941年（昭和16年）4月 - 学校令改正、南浜国民学校と改称[1]。
- 1947年（昭和22年）3月 - 学校教育法公布、南浜村立南浜小学校と改称[1]。
- 1948年（昭和23年）8月 - 帽章並びに胸章を制定[1]。
- 1954年（昭和29年）11月 - 市町村合併により、新潟市立南浜小学校と改称[1]。
- 1960年（昭和35年）4月 - 校区変更、白勢町が校区となる[1]。
- 1963年（昭和38年）7月 - 学校給食開始[1]。
- 1967年（昭和42年）7月 - 校歌制定[1]。
- 1969年（昭和44年）4月 - 太郎代小学校区新渡集落が当校区へ集団移転し新富町と町名変更[1]。
- 1979年（昭和54年）12月 - 新校旗樹立[1]。
- 1986年（昭和61年）4月 - 屋外運動場完成竣工式典挙行[1]。
- 1987年（昭和62年）6月 - 新校舎竣工式典[1]。
- 1987年（昭和62年）7月 - プール竣工式典[1]。
- 1992年（平成4年）8月 - 体験池完成[1]。
- 1994年（平成6年）3月 - プレハブ教材室・物置・飼育小屋新設[1]。
- 1994年（平成6年）4月 - 太郎代小学校閉校・統合、栽培園・グラウンド砂場の設置[1]。
- 1998年（平成10年）3月 - 体育館改築竣工[1]。
- 2001年（平成13年）6月 - 体育館脇砂場新設[1]。

## 通学区域
#外部リンクを参照。

### 進学先中学校
- 新潟市立南浜中学校

## 交通
- 新潟交通 E24 空港・松浜線 「島見町」バス停から230 m（徒歩3分）[3][4]。
- JR東日本 白新線 豊栄駅から6.5 km（徒歩82分）[5]。